# Sociobiologie
Sociobiologia este un domeniu de studiu al bazei biologice a comportamentelor sociale, animale și umane, utilizând legile evoluției biologice ca fundament explicativ. Este o disciplină de studiu constituită relativ recent, odată cu publicarea de către Edward O. Wilson, profesor de entomologie la Universitatea Harvard (S.U.A.), a lucrării Sociobiology: the new syntesis, apărută în 1975, la Harvard University Press. Are strânse tangențe cu darwinismul social.
Cu toate acestea, teoria nu mai invocă supraviețuirea indivizilor care prezintă anumite trăsături avantajoase în lupta pentru existență, ci schimbă planul, afirmând că aptitudinea darwiniană sporită a unor gene determină propagarea lor mai intensă. Astfel, organismul ar avea ca funcție principală nu perpetuarea speciei ci reproducerea genelor, constituind doar un suport temporar pentru ele. În felul acesta, anumite gene ar obține de la generația care supraviețuiește o reprezentare superioară altor gene. Lupta pentru existență, formulată inițial de Darwin, nu se mai duce între indivizi, ci între gene.
Conform studiilor de sociobiologie, se argumentează că bărbații și femeile poartă amprenta unei diviziuni a muncii ancestrale. Din vechime, bărbații au luptat în războaie și au vânat animale mari, în timp ce femeile au procurat mâncare și au îngrijit copiii. Această diviziune a muncii dă sens sociobiologiei. Concluzia ar fi că ocupațiile și selecția naturală au favorizat apariția trăsăturilor tipice fizice și psihologice, deosebind bărbații de femei. Din acest motiv, bărbații sunt caracterizați prin agresivitate și un simț deosebit al spațiului, în timp ce femeile sunt caracterizate prin empatie, sensibilitate și simț matern.
Adesea, sociobiologia este bănuită a nu fi o știință ci „o teorie politică și un program”, sau „un nou sexism politic”.
Acest curent de gândire cu origini anglo-saxone care afirmă că comportamentele sociale ale oamenilor au o bază genetică, deci transmisibilă, a servit ca fundament pentru teorii inegalitare și rasiste și nu a fost confirmat științific.